# Nissan 350Z
Nissan 350Z je sportovní automobil s karosérií kupé nebo roadster vyráběný japonskou automobilkou Nissan. Vyrábí se od srpna 2002 a je pátou generací Nissanu Z nesoucí označení podvozku Z33. Vůz byl testován i v pořadu Top Gear.